# ستيف كون
ستيف كون (بالإنجليزية: Steve Kuhn)‏ هو عازف بيانو أمريكي، ولد في 24 مارس 1938 في بروكلين في الولايات المتحدة.

## وصلات خارجية
- ستيف كون على موقع ميوزك برينز (الإنجليزية)
- ستيف كون على موقع أول ميوزيك (الإنجليزية)
- ستيف كون على موقع ديسكوغز (الإنجليزية)